# СМЕРШ
СМЕРШ (от руското Смерть шпионам – „Смърт на шпионите“) е общото название на няколко независими контраразузнавателни организации в Съветския съюз през Втората световна война. Образувани са в края на 1942 г., но са официално оповестени на 14 април 1943 г. Името СМЕРШ е измислено от Йосиф Сталин. Основната причина за създаването на организацията е да се противодейства на опитите на германците да се внедрят в Червената армия на Източния фронт.
Освен контраразузнаване, организацията извършва операции по контратероризъм, бори се срещу „антисъветските елементи“ в Червената армия, защитава фронтовите линии срещу проникване на шпиони, разследва предатели и дезертьори и разследва съветските пленници, кои са били пуснати на свобода.
Организацията съществува официално до 4 май 1946 г., когато длъжностите ѝ са прехвърлени на Министерството на държавната сигурност. Ръководител на агенцията е Виктор Абакумов.

## Дейност
Държавният комитет на отбраната на СССР създава СМЕРШ с цел подсилване на съветската сигурност от вътрешните политически заплахи и външния шпионаж, макар организацията да изпълнява широк набор от задачи през съществуването си. Контраразузнавателните действия на СМЕРШ включват търсене и елиминиране на контрареволюционери, намиране и разпитване на вражески агенти, издирване на съветски агенти, които не са се завърнали на определена дата, и оценяване на полезността на плячкосаните вражески документи. СМЕРШ играе роля и в делата на Червената армия, като подсигурява добро качество на военните съоръжения, подобрява дисциплината, премахва слабите лидери и предотвратява дезертьорството, паниката, самонараняването, саботажа и лошата дисциплина. Други дейности на СМЕРШ включват: разкриване на колаборационистите в завзетите обратно територии, разкриване и наказване на икономически престъпления (например участниците в черен пазар), защита на секретни материали от вражески агенти и саботьори и определяне на „патриотизма“ на освободените военнопленници на чужда територия. Дейците на СМЕРШ контролират и партизанските операции зад вражеските линии и оценяват лоялността на партизаните към Съветския съюз. След това, дейците на СМЕРШ арестуват и неутрализират антисъветските партизани, саботьори, шпиони, конспиратори, бунтовници, дезертьори и хора, които като цяло се считат за предатели и престъпни елементи.
Други дейности на СМЕРШ включват „филтрирането“ на войниците и принудителния труд. Организацията взема участие в пленяването на съветските граждани, които са участвали в антикомунистически въоръжени групировки, сражавали се на страната на Нацистка Германия (например Руската освободителна армия). Със завършването на войната, на СМЕРШ се пада задачата да намери Адолф Хитлер, като по възможност той трябва да се плени жив. Офицери от Червената армия и СМЕРШ намират обгорения му труп в близост до Фюрербункера, след като се е самоубил. След края на войната в Европа, СМЕРШ се борят срещу организациите на полската армия Крайова, опълчила се срещу съветската власт в Полша.
Стратегическата дирекция на СМЕРШ се концентрира върху контраразузнавателните убийства и отслабване на контрапартизанската война. Тя отговаря лично пред Сталин. През март 1946 г. главната дирекция на СМЕРШ е преподчинена на Народния комисариат на въоръжените сили, който скоро след това е реорганизиран в Министерство на държавната сигурност.